# ليلة على الأرض
ليلة على الأرض (بالإنجليزية: Night on Earth)‏ هو فيلم كوميدي تم إنتاجه في الولايات المتحدة وصدر في سنة 1991. من بطولة جينا رولاندز ووينونا رايدر وروبيرتو بينيني.

## الميزانية والإيرادات
حقق أرباحا تقدر بـ 2,015,810 دولار.

## وصلات خارجية
- ليلة على الأرض على موقع IMDb (الإنجليزية)
- ليلة على الأرض على موقع ميتاكريتيك (الإنجليزية)
- ليلة على الأرض على موقع الموسوعة البريطانية (الإنجليزية)
- ليلة على الأرض على موقع روتن توميتوز (الإنجليزية)
- ليلة على الأرض على موقع نتفليكس (الإنجليزية)
- ليلة على الأرض على موقع قاعدة بيانات الأفلام العربية
- ليلة على الأرض على موقع ألو سيني (الفرنسية)
- ليلة على الأرض على موقع Turner Classic Movies (الإنجليزية)
- ليلة على الأرض على موقع أول موفي (الإنجليزية)
- ليلة على الأرض على موقع بوكس أوفيس موجو (الإنجليزية)